# جلیزی عبدالرضا
جلیزی عبدالرضا یک روستا در ایران است که در دهستان الله اکبر واقع است.